# Kammerforst (Türingia)
Kammerforst település Németországban, azon belül Türingiában. Lakosainak száma 782 fő (2023. december 31.).

## Népesség
A település népességének változása:
| Lakosok száma | 791  | 795  | 795  | 816  | 782  |
|               | 2017 | 2019 | 2021 | 2022 | 2023 |